# Andautonia

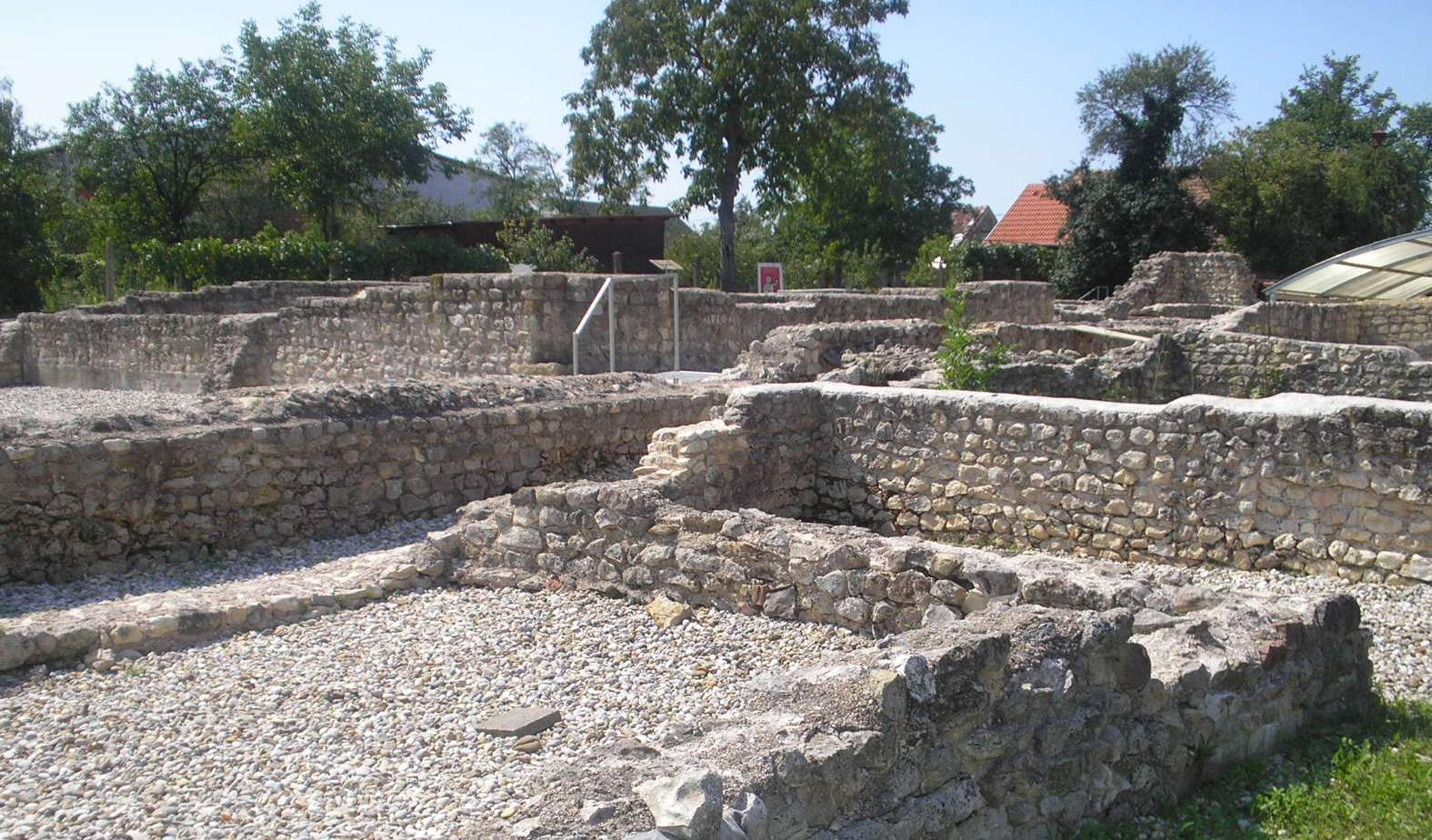
Lämningar efter det forntida Andautonia.

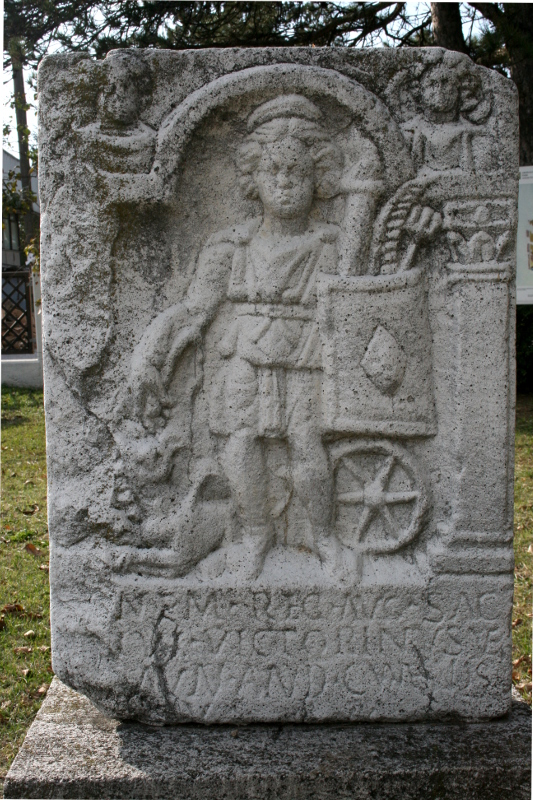
Reljef föreställande gudinnan Nemesis.

Andautonia var en forntida romersk stad eller municipium i vad som idag är samhället Šćitarjevo i Kroatien. Bosättningen anlades och utvecklades av romarna på nollhundratalet och låg vid floden Savas västra strand drygt tio kilometer sydost om vad som idag är den kroatiska huvudstaden Zagrebs stadskärna. Den låg vid sammanflödet av viktiga romerska farvägar och blev det administrativa, kulturella och religiösa centret för området mellan Medvednica och Sava i den romerska provinsen Pannonien. Andautonia hade sin storhetstid under 100–300-talet e.Kr. och platsen för den romerska bosättningen är den äldsta i det moderna Zagrebs närområde som haft en kontinuerlig mänsklig bosättning, från romartiden till nutid. Hunnernas, ostrogoternas och langobardernas intrång i området under folkvandringstiden på 400–600-talet e.Kr. ledde till den romerska kulturens undergång. Andautonia förstördes och förföll. 

## Utgrävningarna
De systematiska utgrävningarna vid det lokala församlingshemmets trädgård och bakgård i Šćitarjevo har fortgått sedan år 1981. År 1984 inleddes arbetet med att restaurera och bevara lämningarna och år 1994 öppnade Arkeologiska parken Andautonia där utgrävda strukturer och enskilda objekt kan ses av besökare.

## Lämningarna
Det framgrävda området omfattar en yta på 2 500 m2. I parken är 27 m av den forna bosättningens huvudgata framgrävd. Resterna av huvudgatans forna arkader är synliga. De flesta av Andautonias bad (thermae) har hittats öster om huvudgatan liksom resterna av en halvcirkelformad pool, hallar, avlopp och ett centralt värmesystem (hypocausts). Utgrävningarna visar att det på 100-talet f.Kr. fanns en gravplats (nekropol) på platsen där badet senare skulle uppföras. Den förstördes troligtvis av en översvämning orsakad av den närliggande floden.  
Utgrävningarna visar att bosättningen renoverades flera gånger under 200–400 f.Kr. Fynd av väggmålningar, mosaikbitar, stenströsklar och värmesystem indikerar att byggnaderna var rikt utrustade. Vidare fynd av keramik, glaskärl, lampor, brons- och silversmycken och andra bruksföremål vittnar om att invånarna levde relativt gott.